# مرواریدی
مُرواریدی نام یک جنس از گیاهان است متعلق به راسته میخک‌سانان (Caryophyllales)، خانواده میخکیان (Caryophyllaceae).
این جنس در ایران ۲۱ گونه گیاه علفی یک‌ساله و چندساله دارد.